# Wróblewscy herbu Ślepowron
Wróblewski herbu Ślepowron – polski ród szlachecki pieczętujący się herbem Ślepowron, wywodzący się z północnego Mazowsza, Wilna, także tureckiego pochodzenia z Ordy Najmańskiej, będącej jednym z plemion imperium Dżyngis Chana (według herbarza Dziadulewicza). Herb Ślepowron poszczególnych wymienionych rodzin Wróblewskich różnił się szczegółami w swym wyglądzie.
- Herb: Wróblewski I, herbu Ślepowron odmieniony – brak dostępu do opisu i wyglądu – linia mazowiecka z ziemi ciechanowskiej.

- Herb: Wróblewski II, herbu Ślepowron odmieniony – linia mazowiecka z ziemi ciechanowskiej.

W polu błękitnym kruk czarny, trzymający w dziobie pierścień z rubinem, siedzący na łuku napiętym brązowym z tej samej barwy strzałą skierowaną do góry. Na hełmie korona szlachecka, w klejnocie trzy strusie pióra złote. Labry błękitne, podbicie barwy niewiadomej.
Nazwisko Wróblewski noszą też inne rodziny szlacheckie, pieczętujące się takimi herbami jak Lis, Gierałt, Jastrzębiec, Korwin, Krzywda, Lubicz, Roch II, Zabawa, Śleporod.

## Historia
Istniało kilka linii Wróblewskich herbu Ślepowron, gdzie herb różnił się szczegółami, a mianowicie linie: mazowiecka, wileńska, tatarska. Według herbarza Niesieckiego, Wróblewscy h. Ślepowron zamieszkiwali również dawne województwo płockie, podlaskie, a także mścisławskie.

### Linia mazowiecka
Linia mazowiecka wywodzi się z północnego Mazowsza, powiatu mławskiego – gminy Radzanów oraz powiatu ciechanowskiego – gmina Gołymin Ośrodek.

### Linia tatarsko-polska
Linia tatarsko-polska wywodzi się z Ordy Najmańskiej, jednego z plemion Złotej Ordy, które wskutek rozkładu imperium i walk dynastycznych osiedliło się w Rzeczypospolitej. Orda Najmańska pod dowództwem Najman-bega (księcia Najmanów) brała udział w bitwie grunwaldzkiej. Według herbarza Dziadulewicza potomkowie linii tatarskiej osiedlili się w miejscowościach Sorok Tatary (Czterdziestu Tatarów) i Rudominy, znajdujących się w powiecie wileńskim, herbarz podaje, że jednym z ostatnich niechrześcijańskich przodków linii tatarskiej wyznania muzułmańskiego był mułła w Sorok Tatarach w XVI wieku, natomiast w XVIII i XIX wieku jeśli nie wymarli, byli już chrześcijanami.

### Linia wileńska
Linia wileńska, pieczętując się herbem Ślepowron odmienionym. Za protoplastę tej linii uznaje się Bazylego Łukasza Wróblewskiego. Początkowo Bazyli wraz z braćmi mieszkał w okolicach Kołomyi na Pokuciu, jednak z czasem Bazyli oraz jego potomkowie postanowili przenieść się do Wilna i jego okolic. Niektórzy z potomków tej linii zamieszkiwali centralną i południową Polskę, głównie w okolicach Krakowa i Łodzi.
Z tej gałęzi wywodzą się m.in.:
- Walery Antoni Wróblewski, jeden z dowódców powstania styczniowego i Komuny Paryskiej,
- Tadeusz Wróblewski, prawnik oraz założyciel Biblioteki Wróblewskich w Wilnie,
- Augustyn Wróblewski, biochemik,
- Franciszek Wróblewski, wileński doktor medycyny i chirurgi,
- Kazimierz Wróblewski, major piechoty Wojska Polskiego, bohater wojny polsko-bolszewickiej.

### Linia z Pokucia
Linia z Pokucia wywodzi się od Józefa Wróblewskiego, który był bratem Bazylego, protoplasty linii wileńskiej. Józef mieszkał w okolicach Kołomyi na Pokuciu pod koniec XVIII wieku, a pierwszą osobą z tej rodziny, która się tam osiedliła, był ich przodek Łukasz Wróblewski herbu Ślepowron. Osiadł on tam w czasach wojen z Kozakami w połowie XVII w.
Potomkami Józefa Wróblewskiego byli tarnowianie – Walerian Wróblewski, profesor gimnazjalny, oraz jego córka, Wanda Wróblewska-Składzień, dr prawa UJ, mecenas, komendantka WSK AK Okr. Tarnów, porucznik AK.
Wróblewscy z Pokucia i Kołomyi wchodziła w związki małżeńskie z  Owadowskimi, Raytarowskim, Marcinowskimi, Zaleskimi, Chrzanowskimi, Święcickimi, Piskozubami.
Potomkami Jana Wróblewskiego herbu Ślepowron był m.in. Stanisław Wróblewski, generał II RP, oraz Jan Karol Wróblewski, również generał II RP, urodzony w 1871 roku w Radowcach na Bukowinie.